# Fekete tigris
A fekete tigris egy jelenleg nem bizonyított tigris változat, mely teljesen fekete színű.
Érdekesség, hogy míg a többi macskafélénél igen gyakori a melanisztikus, fekete színvariáció megléte (például leopárd, jaguár, szervál), addig a tigrisnél csak megerősítés nélküli jelentések szólnak fekete változatról. A bizonyíték James Forbes festménye lett volna, de az sajnos elveszett.
Forbes így nyilatkozott 1773-ban:
„Lehetőségem  volt egy különleges tigris portréjának elkészítésére, melyet Nairs mellett lőttek pár hónapja, itt a közelben, és úgy mutatták meg a vezetőknek, mint nagy ritkaságot. Teljesen fekete volt, mégis olyan csíkokkal, mint a királytigris, csak sötétebb színű sávokkal, mintha a legsötétebb feketét lilával csíkoznánk. A ceruzám nemigen alkalmas ezek megjelenítésére; és arra sem vagyok képes, hogy ennél jobban leírjam a színét: mintha fekete ruhát fényes bársonnyal árnyalnánk. Két fekete tigris változata létezik, a csíkos illetve a teljesen fekete.”

## Irodalom

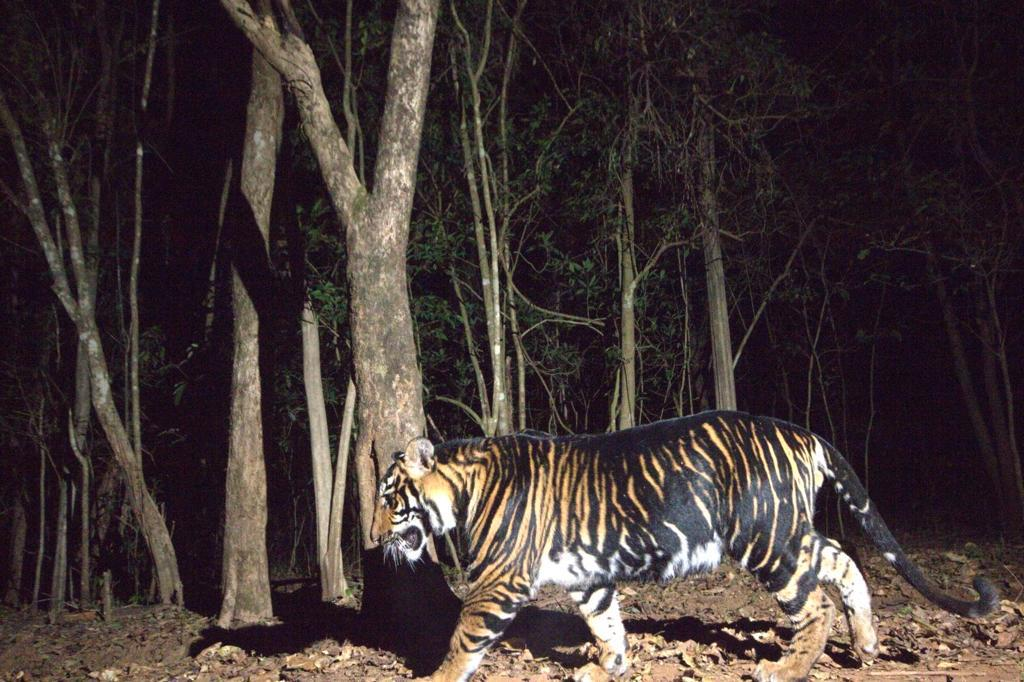
Csíkos fekete tigris